# قشر البندق

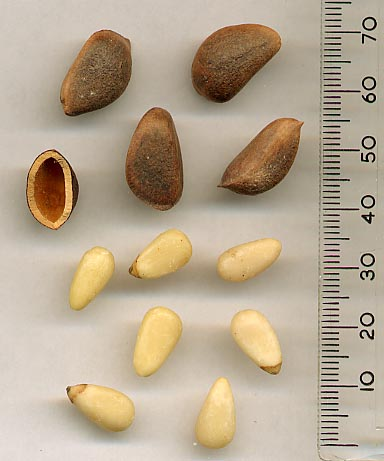
بندق مقشر وغير مقشر

قشر البندق هو الغلاف الخارجي للبندقيات. معظم القشور تكون غير صالحة للأكل ويتم إزالتها قبل تناول أللب داخل البندقة.

## استخدام اصطلاحي
ان تعبير «قشرة البندقة» أو كترجمة معنى «باختصار» (بالإنجليزية: in a nutshell)‏ يستخدم كثيرا بالإنجليزية (من قصة أو كتاب وما إلى ذلك) يعني «في ألجوهر أو في الصميم أو بالمختصر» وهو تعبير استعارة.
منوها مجازا إلى حقيقة أن ألجزء الذي يؤكل من ألبندقة موجود داخل غلافها.